# نوبوریبتسو، هوکایدو
نوبوریبتسو در استان هوکایدو در کشور ژاپن  واقع شده‌است  که دارای جمعیت ۵۳٬۳۴۰ نفر و مساحت ۲۱۲٫۱۱ کیلومتر مربع با تراکم جمعیت ۲۵۱  نفر در کیلومترمربع است و در تاریخ ۱ اوت ۱۹۷۰ به عنوان شهر شناخته شد.